# Fe, esperanza y caridad (película)
Fe, esperanza y caridad es una película dramática mexicana de 1974. Consta de tres capítulos o historias: Fe, de la autoría de Alberto Bojórquez; Esperanza, de Luis Alcoriza, y Caridad, de Jorge Fons. Las protagonizan: Fe: Fabiola Falcón, Armando Silvestre, David Silvestre, Roberto Ramírez; Esperanza: Milton Rodríguez, Raúl Astor, Lilia Prado, y Caridad: Katy Jurado, Julio Aldama, Pancho Córdova.

## Producción
Fe, esperanza y caridad se rodó entre el 11 de septiembre y el 25 de octubre de 1972 en los Estudios Churubusco, en Culhuacán, en la colonia Rosita, en el Exconvento de Churubusco, en las oficinas de la Procuraduría del Distrito Federal, en Chalma, en Iztapalapa y en la colonia Portales. La escenografía corrió a cargo de Jorge Fernández, y la decoración fue de Carlos Arjona. La producción fue de Ramiro Meléndez, de Producciones Escorpión y los Estudios Churubusco Azteca con la autorización 47942-C del Instituto Mexicano de Cinematografía. Se estrenó el 14 de febrero de 1974 en el Cine Variedades, en la Ciudad de México.

## Sinopsis
FeTeresa está casada con Filogonio, un hombre que sufre dolores en sus piernas, lo cual le impide caminar, por lo que ella decide hacer una manda religiosa y viaja al santuario del Señor de Chalma para pedir un milagro que cure a su esposo; en la peregrinación, le ofrecen alcohol, y al embriagarse es víctima de violación. Sin embargo, ella decide continuar y es ayudada en el camino por otra mujer devota al Señor de Chalma. Al regreso de su viaje, encuentra que su marido ha mejorado, por lo que promete regresar cada año al santuario.
EsperanzaGabino se gana la vida como faquir en un circo, y el se exhibe crucificado en una carpa, para ganar el dinero que necesita y comprar una casa a su madre. Los clavos usados para la crucifixión deben se de oro, pero el empresario del circo los compra ligeramente bañados en ese metal, así que Gabino contrae una infección, por lo que enferma gravemente y muere.
CaridadLa caridad de una anciana millonaria en una ciudad perdida provoca una serie de reacciones: gente necesitada agradecida y a su vez, niños peleando por monedas, dando como resultado que las madres se agarren a golpes por sus hijos e involucrando a los esposos en el desquite de la pelea. Estos conflictos provocan accidentalmente la muerte de uno de los esposos, y la viuda sufre toda clase de vejaciones y abusos burocráticos para rescatar el cadáver de su difunto y poder velarlo. Los niños, al final, se reconcilian.

## Reparto

### EnFe
(Libreto: Julio Alejandro | Director: Alberto Bojorquez)
- Fabiola Falcón .... Teresa (Esposa de Filogonio)
- Armando Silvestre .... Artemio (Padre del niño enfermo)
- David Silva .... Melitón
- Roberto Gómez Garza "Beto El Boticario" .... Filogonio
- Betty Meléndez .... Chelo
- Fabián .... Alberto
- Fernando Soto "Mantequilla" .... (Ciego)
- Gina Moret .... Lety (Curandera)

#### Otros personajes
- Enriqueta Carrasco .... (Mamá de Filogonio)
- Leonor Llausás .... Melesia (Esposa de Melitón)
- Álvaro Carcaño .... (Hermano de Artemio)

### EnEsperanza
(Libreto: Luis Alcoriza | Idea: Luis Alcoriza y José de la Colina | Director: Luis Alcoriza)
- Milton Rodríguez .... Gabino ‘Gaby’ (El Cristo)
- Lilia Prado .... (Enfermera) [actuación especial]
- Ilya Chagall .... Karla (Pareja de Sandro)
- Anita Blanch .... Doña Lolita (Mamá de Gabino)
- Alfredo Varela Jr. .... Zubieta (Mantenimiento)
- Guillermo Orea .... (Médico)
- Sasha Montenegro .... Ecuyere (Cirquera)
- Leticia Robles .... (Hippie)
- Raúl Astor .... Sandro (Dueño del circo)

#### Otros personajes
- Carlos Villagrán .... (Hombre en el  Circo)
- Carlos Agostí .... (Encargado de los leones)
- César Bono .... (Espectador)
- María Antonieta de las Nieves  .... (Visita en el hospital)

### EnCaridad
(Libreto: Jorge Fons | Director: Jorge Fons)
- Katy Jurado .... Eulogia (Esposa de Jonás)
- Julio Aldama .... Jonás (Mecapalero)
- Pancho Córdova  .... Jacobo (Zapatero)
- Estela Inda .... Cuca (Esposa de Jacobo)
- Sara García .... (Anciana) [Invitada]

#### Otros personajes
- Fernando García "Pinolito" .... (Hijo de Eulogia y Jonás)
- Angelines Fernández .... (Vecina)

## Premios

### Diosa de plata
- a Jorge Fons por Mejor Dirección, México, 1974
- a Katy Jurado por Mejor Actriz, México, 1974
- a Jorge Fernández por Mejor Escenografía, México, 1974

### Ariel
- a Katy Jurado por Mejor Actriz, México, 1974
- a Pancho Córdova por Mejor Actor, México, 1974